# Štefan Danihel
Štefan Danihel (29. března 1885 Plavecký Štvrtok – 4. února 1966 Bratislava) byl československý a slovenský politik a poslanec Národního shromáždění za Hlinkovu slovenskou ľudovou stranu a později za Autonomistický blok.

## Biografie
Profesí byl rolníkem. Podle údajů z roku 1935 bydlel v Sološnici.
V parlamentních volbách v roce 1929 získal mandát v Národním shromáždění za slovenské ľuďáky, v parlamentních volbách v roce 1935 byl zvolen za Autonomistický blok (širší opoziční aliance, kterou utvořila Hlinkova slovenská ľudová strana). Poslanecké křeslo si oficiálně podržel do zrušení parlamentu, tedy do roku 1939. Ve volbách v prosinci 1938 byl zvolen do slovenského sněmu.
V roce 1936 se podílel na Piešťanském sjezdu ľuďáků, kde strana vykročila směrem k podpoře autoritativního režimu. V březnu 1939 doprovázel Jozefa Tisa na jednání s Adolfem Hitlerem v Berlíně.